# Lactarius controversus
Lactarius controversus (Pers.) Pers., Observationes mycologicae (Lipsiae) 1: 39 (1800) [1799].

## Descrizione della specie

### Cappello
Convesso, poi concavo e depresso, con margine all'inizio involuto; colore avorio-rosa, spesso con chiazze rosse concentriche, lucente se secco, vischioso e vellutato se umido; 8-15 fino a 30 cm di diametro.

### Lamelle
Decorrenti, fitte, strette e sottili; biancastre, poi rosa carnicino o biancastre rosate.

### Gambo
Robusto e compatto, bianco oppure bianco-sporco.

### Carne
Biancastra, dura, spessa. Leggermente virante al giallo pallido nel gambo.
- Odore: fruttato, molto gradevole.
- Sapore: acre e leggero.

### Lattice
Bianco immutabile, con sapore molto piccante, in pratica bruciante, immangiabile.

### Microscopia
Spore6-7 x 4,5-5 µm, bianco-rosate in massa, ovali, con grosse verruche.

## Reazioni chimiche
La superficie del cappello diventa giallastra con KOH.

## Habitat
Cresce su terreno argilloso, sotto pioppi, querce, noccioli ed altre latifoglie, in estate-autunno.

Gregario, molto comune.

## Commestibilità
Non commestibile perché tossico e per via del sapore piccantissimo.

In alcune zone d'Italia viene impunemente consumato frammisto ad altri funghi con lo scopo di conferire al pasto un sapore "piccante"; anche un consumo così esiguo può tranquillamente provocare disturbi gastro-intestinali e pertanto tale pratica è da considerarsi pericolosa.

## Etimologia
Dal latino controversus, controverso, rivolto all'indietro, per il margine del suo cappello quasi sempre rivoltato.

## Specie simili
Lactarius piperatus e Lactarius pergamenus che però non hanno mai il cappello con chiazze rosate.

## Nomi comuni
- "Peperone" (per il suo lattice estremamente piccante, praticamente "bruciante").

## Sinonimi e binomi obsoleti
- Agaricus controversus Pers., Observationes mycologicae (Lipsiae) 2: 39 (1800) [1799]
- Lactifluus controversus (Pers.) Kuntze, Revis. gen. pl. (Leipzig) 2: 856 (1891)